# Salamanca Fútbol Club
Il Salamanca Fútbol Club, noto in passato come Petroleros de Salamanca, è una società calcistica messicana con sede a Salamanca. Attualmente milita in Tercera División.

## Storia

### Primi anni
Il club nacque verso la fine degli anni 50 a Salamanca, nello stato di Guanajuato, con il nome Mapaches de Salamanca utilizzando come colori sociali bianco e granata. Ha militato nella seconda divisione fino al 1961 quando si è sciolto per problemi economici salvo poi fare ritorno nel 1964 dopo l'acquisizione da parte di un'azienda petrolifera, con il nuovo nome Petroleros de Salamanca. Negli anni seguenti, nonostante gli investimenti della nuova proprietà, disputò delle annate mediocri senza riuscire ad avvicinarsi alla promozione in Primera División e nel 1986 fallì di nuovo.

### Petroleros de Salamanca
Nel 2001 la compagnia petrolifera che aveva posseduto il club negli anni '80 fondò diverse società sportive fra cui una squadra di basket. Nel 2004 acquistò la franchigia del Troatamundos de Tijuana trasferendola a Salamanca sotto la denominazione Troatamundos de Salamanca, con cui disputò la stagione di Apertura 2004 venendo squalificato al termine della stessa.
Nel 2005 il club tornò nuovamente in Primera A acquisendo la licenza del Cajeteros del Celaya e tornando alla precedente denominazione Petroleros de Salamanca. Nel torneo di Apertura 2006 concluse al primo posto il proprio girone qualificandosi per la Liguilla, dove sconfisse León e Club Tijuana rispettivamente ai quarti ed in semifinale, per poi presentarsi all'atto finale contro il Puebla dove fu sconfitto ai calci di rigore.
I Petroleros disputarono altri sei tornei senza più riuscire ad avvicinarsi alla promozione. Al termine della Clausura 2009 la società fu acquistata dal La Piedad che ne spostò la sede nella propria città. Il club disputò i tornei di Apertura 2009 ed il Bicentenario 2010 in Liga Premier de Ascenso, la terza divisione del paese, per poi scomparire.

### Salamanca Fútbol Club
Nel 2013 il club ritornò, iscrivendosi in Tercera División con il nome Salamanca Fútbol Club. Nonostante le ambizioni della nuova proprietà e gli investimenti per rendere la rosa competitiva non riuscì a raggiungere la promozione nelle stagioni seguenti.
Nel luglio 2019 la società provò a guadagnare l'accesso in Liga Premier accordandosi con il Real Potosino per il passaggio della franchigia dalla città di San Luis Potosí  a Salamanca, ma la federazione messicana non concesse al club la licenza necessaria e l'affare sfumò.

## Cronistoria del nome
- Mapaches de Salamanca: (1958-1964) Nome del club nei primi anni dopo la fondazione
- Petroleros de Salamanca: (1964-1986 / 2005-2010) Nome assunto dopo l'acquisizione da parte di una ditta petrolifera e ripreso in seguito all'acquisizione della franchigia dei Cajeteros del Celaya.
- Troatamundos de Salamanca: (2004) Nome assunto dopo l'acquisizione della franchigia dei Troatamundos de Tijuana.
- Salamanca Fútbol Club: (2013-) Nome assunto dopo il fallimento e l'iscrizione in quinta divisione.

## Palmarès
- Primera División A

Finalista: Apertura 2006